# Onosma hebebulbum
Onosma hebebulbum är en strävbladig växtart som beskrevs av Dc. Onosma hebebulbum ingår i släktet Onosma och familjen strävbladiga växter. Inga underarter finns listade i Catalogue of Life.